# Dicono
Dicono è un singolo del cantautore italiano Maninni, pubblicato il 7 aprile 2023 come primo estratto dal primo album in studio Spettacolare.

## Descrizione
Il brano, scritto dallo stesso cantautore con Giovanni Pollex, Lara Ingrosso e Luca Giura, è prodotto dallo stesso Maninni con Enrico Brun.

## Video musicale
Il video musicale, diretto da Domenico Lamanna, è stato pubblicato il 13 aprile 2023 attraverso il canale YouTube del cantautore.

## Tracce
Testi di Alessio Mininni, Giovanni Pollex, Lara Ingrosso e Luca Giura, musiche di Alessio Mininni, Enrico Brun, Giovanni Pollex e Lara Ingrosso.
1. Dicono – 2:57